# Julia Chanel
Julia Chanel, auch bekannt als Julia Channel oder Lydia Chanel, geboren als Julia Pinel, (* 3. November 1973 in Paris) ist eine ehemalige französische Pornodarstellerin, die mittlerweile als Sängerin tätig ist.

## Leben
Julia Channels Vater stammt aus Mali, ihre Mutter ist Italienerin. Sie wuchs im Département Seine-Saint-Denis in Neuilly-Plaisance auf und erlangte einen Abschluss in Italienisch an der Sorbonne. Danach begann sie eine Karriere als Model und posierte für die Badehosen-Marke Uncle Sam sowie für Magazine wie Playboy oder Penthouse. Im August 1992 ging sie auf eine Anzeige der Werbeagentur Clara ein und nahm an einem Casting bei Pierre Woodman teil. Im Februar 1993 folgte ihr erster Auftritt in einem Amateur-Pornofilm, La Baise dans le monde von Pierre Reinhard.
In den folgenden fünf Jahren war sie in rund 120 Filmen tätig: zunächst in Deutschland unter der Leitung von Nils Molitor, dann in Frankreich (Marc Dorcel, Alain Payet, Michel Ricaud), den Vereinigten Staaten (Andrew Blake) und Italien (Mario Salieri, Joe D’Amato). 1995 hatte sie neben Draghixa einen Auftritt im zensierten Video zum Song Cours vite der Gruppe Silmarils. 1996 beendete sie diese Karriere trotz eines lukrativen Angebotes von Vivid Video.
Sie spielte anschließend Rollen in mehreren nicht-pornographischen Filmen wie Les Truffes (1995) mit Jean Reno, Frères (1994), Coup de vice (1996) mit Samy Naceri und Recto/Verso (1999) mit dem französischen Comedian Smaïn. Daneben trat sie in etwa dreißig Fernsehfilmen erotischen Inhalts des Fernsehsenders M6 auf und gründete eine Dating-Website für Singles.
Im Jahr 2000 war sie in Method Mans Musikvideo zum Song Judgement Day zu sehen. Am 13. März 2008 erschien ihre Autobiographie L’enfer vu du ciel. Im Dezember 2010 veröffentlichte Julia Channel ihr erstes Musikvideo All I Want aus dem Album Colors.

## Auszeichnungen
- Hot d’or d’honneur 1998
- 2002: Meilleure scène avec Calamity Deb

## Filmografie (Auswahl)
- 1991: Offertes à tout 1
- 1993: Eine schrecklich geile Familie 1
- 1993: La Venus Bleue
- 1993: Full Moon Bay
- 1994: Marco Polo – The Untold Story (Marco Polo: La storia mai raccontata)
- 1994: La lunga notte della paura
- 1994: Eine schrecklich geile Familie 3
- 1994: Ein Bett für Zehn
- 1994: Partouzes orientales au harem
- 1994: Private Film 7: Forbidden Desires
- 1994: The Erotic Adventures of Aladdin X
- 1994: Der Duft der Mathilde (Le Parfum de Mathilde)
- 1994: Die Prüfung
- 1994: Tout le monde dit oui
- 1994: Teeny-Party
- 1995: Zwei Irre und ein Schwein (Les truffes)
- 1995: Il marito
- 1995: Angel Wolf
- 1995–1996: Aphrodisia (Fernsehserie, 12 Folgen)
- 1996: Coup de vice
- 1997: Dark Desires: Amy (Dark Desires: A Taste for Murder, Fernsehfilm)
- 1998: Swingers – Tödliche Geheimnisse (Enquête d’échanges, Fernsehfilm)
- 1999: Hotel der Lüste (Poker de charme)
- 1999: Recto/Verso
- 2000: Vanessa – Liebesspiele online (Désirs sur toile)